# Kenneth Ham
Kenneth Todd Ham (Plainfield, 12 december 1964) is een voormalig Amerikaans ruimtevaarder. Hams eerste ruimtevlucht was STS-124 met de spaceshuttle Discovery en vond plaats op 31 mei 2008. Tijdens de missie werden onderdelen van de Japanse Experimentmodule naar het Internationaal ruimtestation ISS gebracht.
Ham maakte deel uit van NASA Astronautengroep 17. Deze groep van 32 ruimtevaarders begon hun training in 1998 en had als bijnaam The Penguins. 
In totaal heeft Ham twee ruimtevluchten op zijn naam staan. In 2012 verliet hij NASA en ging hij als astronaut met pensioen. Sinds 2014 werkt Ham voor Bigelow Aerospace.